# 愛爾蘭皇家天文學家
愛爾蘭皇家天文學家（The Royal Astronomer of Ireland）是一個擔任都柏林三一學院的安德魯斯天文教授席位和丹辛克天文台（位於都柏林附近丹辛克）台長的天文學家所同時擁有的職位。這個頭銜是由英國國王喬治三世於1792年頒發的專利特許證中確認，因此約翰·布林克利是法律上的首任愛爾蘭皇家天文學家。爱尔兰自由邦成立以後該職位廢除。
- 1783—1792 亨利·烏舍爾（英语：Henry Ussher (astronomer)）
- 1792—1827 約翰·布林克利（英语：John Brinkley (astronomer)）
- 1827—1865 威廉·哈密頓爵士
- 1865—1874 弗朗茨·布吕诺
- 1874—1892 罗伯特·斯德威尔·鲍尔爵士
- 1892—1897 亞瑟·阿爾科克·拉姆鲍特（英语：Arthur Rambaut）
- 1897—1906 查爾斯·傑斯帕·喬利（英语：Charles Jasper Joly）
- 1906—1912 埃德蒙·泰勒·惠特克爵士
- 1912—1921 亨利·克洛茲爾·基廷·普盧默（英语：Henry Crozier Keating Plummer）

## 外部連結
- Trinity College Dublin's Astrophysics Research Group（页面存档备份，存于） website.